# Roi Kaolie de Chu
Le Roi Kaolie de Chu (chinois : 楚考烈王 ; pinyin : Chǔ Kǎoliè Wáng, (???-238 av. J.C), est le vingt-deuxième roi de l'État de Chu. Il règne de 262 à 238 av J.C., durant la Période des Royaumes combattants de l'histoire de la Chine.Son nom de naissance est Xiong Yuan (chinois : 熊元) ou Xiong Wan (chinois : 熊完), "Roi Kaolie" étant son nom posthume. 

## Jeunesse
Le Roi Kaolie est le fils du Roi Qingxiang de Chu et le petit-fils du Roi Huai de Chu. Son père monte sur le trône lorsque son grand-père est capturé et pris en otage par le roi de l'État de Qin. Mais lorsque le Roi Huai fini par mourir en captivité, le Qin lève une armée et envahit l'Ouest du Chu. Les soldats Qin s'emparent de Ying, la capitale du royaume; ce qui oblige le Roi Qingxiang à s'enfuir et transférer sa capitale plus à l'est, à Chen. Pour négocier un traité de paix avec Qin, le roi envoie son frère cadet, Huang Xie (chinois : 黃歇 ; Wade : Huang Hsieh). Ce dernier réussi à obtenir la paix entre les deux royaumes, mais une des clauses prévoit que le prince héritier Xiong Yuan/Wan reste en otage à la cour de Qin. Le prince reste donc prisonnier du Qin, en compagnie de son oncle Xie, qui lui sert de tuteur.
Après plusieurs années d'exil, le prince apprend grâce à son tuteur que le roi Qingxiang est malade. Afin d'éviter que le trône ne tombe entre les mains d'un cousin du Prince, Huang Xie organise secrètement l'évasion et la fuite de ce dernier vers le Chu.
La fuite se passe bien et le prince Yuan/Wan réussit à rejoindre la capitale du Chu. Peu de temps après, son oncle le rejoint; Fan Ju, le premier ministre de Qin, ayant réussi à persuader son roi de libérer Huang Xie, afin de maintenir des relations amicales avec le Chu.

## Règne
Le roi Qingxiang meurt en 263 av. J.C, trois mois après le retour de son fils. Le prince héritier Wan monte alors sur le trône et devient le roi Kaolie de Chu. 
En 262 av. J.-C., le roi Kaolie nomme son oncle Huang Xie au poste de Lingyin (Premier ministre) de Chu et lui donne le titre de Seigneur de Chunshen.  Il devient rapidement le plus puissant et le plus riche des seigneurs du Chu, au point d’être considéré comme étant l'un des Quatre Seigneurs des Royaumes combattants.
En 259 av. J.-C., l'armée de l'État de Qin massacre 400 000 soldats de Zhao à la bataille de Changping, et assiège Handan, la capitale de Zhao, l'année suivante. Zhao demande de l'aide au Chu et le roi Kaolie répond en envoyant une armée commandée par Huang Xie, qui lève le siège d'Handan. En 256 av. J.-C., Xie attaque l'État de Lu, et l'annexe au Chu.
En 241 av. J.-C., cinq des sept principaux Royaumes combattants, à savoir Chu, Zhao, Wei, Yan et Han, forment une alliance pour combattre la puissance montante de Qin. Le roi Kaolie de Chu est nommé chef de l'alliance, et c'est son oncle Xie qui est le commandant suprême des troupes de l'alliance. Les alliés attaquent les troupes de Qin au col stratégique de Hangu, mais sont vaincus. Le roi Kaolie blâme son oncle pour cette défaite et commence à se méfier de lui. Par la suite, Kaolie déplace sa capitale vers l'est, à Shouchun, pour s'éloigner de la menace que représente l'État de Qin.

## Fin de vie et décès
À la fin du règne du roi Kaolie, Li Yuan (李園), un des serviteurs de Huang Xie, présente sa jeune sœur au roi. Ladite sœur donne naissance à un fils, qui devient le prince héritier de Chu, et elle devient la nouvelle reine. Yuan gagne également les faveurs du roi. 
En 238 av. J.-C., le roi Kaolie est mourant. Zhu Ying (朱英), un autre des 3000 serviteurs de Huang Xie, lui conseille de tuer Li Yuan; mais Xie refuse, estimant que Li Yuan est un homme faible et lui est reconnaissant, car c'est lui qui a présenté la sœur de Yuan au roi.
Peu de temps après cette conversation, le roi Kaolie meurt et Li Yuan envoie des tueurs assassiner Huang Xie alors qu'il est en train de rentrer dans Souchun par la porte Ji (棘门) . Après l'avoir tué, Li Yuan ordonne le massacre de toute la famille de Xie. Finalement, le neveu de Li Yuan, le prince héritier, monte sur le trône, sous le nom de Roi You de Chu.